# Reproductieoverschot
Met reproductieoverschot wordt bedoeld dat een organisme meer nakomelingen krijgt dan nodig is om het populatieniveau gelijk te houden. 
Door een reproductieoverschot wordt een verkleining van de populatie zo veel mogelijk tegengegaan. Niet alle kinderen van een organisme bereiken namelijk een geslachtsrijpe leeftijd (door sterfte) en niet alle nakomelingen zullen kinderen krijgen (door een lagere rang in de populatie).
Ook is een reproductieoverschot evolutionair gezien belangrijk. Door natuurlijke selectie krijgen de meest aangepaste dieren de meeste nakomelingen.
Door het reproductieoverschot zal het gemiddelde aantal kinderen per koppel in een gezonde populatie groter zijn dan twee kinderen.